# Lwowska szkoła geodezyjna

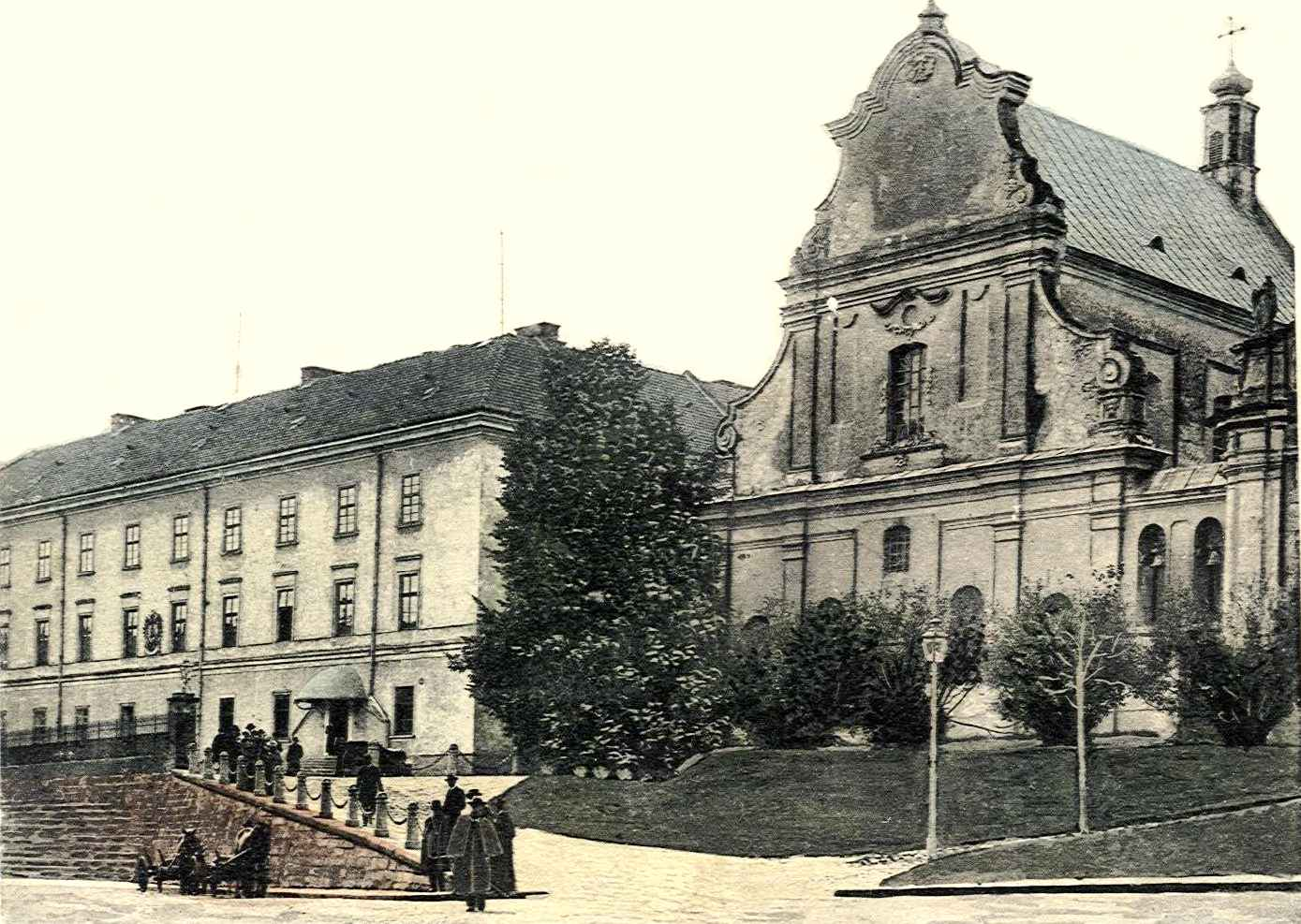
Uniwersytet Lwowski

Lwowska szkoła geodezyjna – zarys polskiej historii lwowskiej geodezji.

## Do 1914
Od połowy XVIII wieku w lwowskim kolegium jezuickim oraz w zorganizowanym przy nim w 1749 Collegium Nobilium prowadzono w ramach matematyki wykłady z praktycznych zastosowań geometrii (miernictwa). W 1772, w wyniku I rozbioru Polski, Lwów został włączony w skład Austrii, co spowodowało wprowadzenie studiów wzorowanych na organizacji uniwersytetów austriackich. W 1784, po założeniu we Lwowie Uniwersytetu Lwowskiego, jedną z katedr uniwersyteckich została matematyka praktyczna powiązana z miernictwem. Katedra prowadzona była przez Jana Holfelda, który w 1796 przeprowadził triangulację zachodniej Galicji.
W 1805 Uniwersytet Lwowski przeniesiono i połączono z Uniwersytetem Jagiellońskim, natomiast we Lwowie zorganizowano uczelnię typu wyższego (liceum) bez praw akademickich, na której prowadzono zajęcia z geometrii praktycznej – wykładowcą był Jan Holfeld a po jego śmierci Czech Franciszek Kodesch. W 1817 powtórnie utworzono uniwersytet, a w 1825 zorganizowano wykłady nadzwyczajne dla absolwentów szkoły realnej z zakresu budownictwa oraz miernictwa. Po śmierci Franciszka Kodesza wykłady prowadzili: Wacław Zaleski oraz August Kunzek, od 1834 do 1838 prowadzący katedrę matematyki i geometrii praktycznej – Leopold von Straschnitzky, po czym – kolejny kierownik katedry, od 1840, Czech Ignacy Lemoch, który omawiał m.in. zasady pomiaru liniowego, instrumentoznawstwo, zasady pomiaru terenu z triangulacją, obliczanie powierzchni.
W 1844 powstała we Lwowie Akademia Techniczna (Politechnika Lwowska), co spowodowało przeniesienie wykładów geometrii praktycznej do Akademii. Od 1847 obowiązywał czteroletni tok studiów, a na ostatnim wykładana była geometria praktyczna. W latach 1871–1876 przeprowadzono reorganizację Akademii, w której miejsce znalazła katedra geodezji i astronomii sferycznej prowadzona przez Dominika Zbrożka, który w latach 1880–1888 wykonał niwelację ścisłą Lwowa. Geodezja wykładana była na wydziale inżynierii oraz budownictwa i podzielona została na wykłady z geodezji niższej (miernictwo) i geodezji wyższej. W 1877 Akademia dekretem cesarskim została przekształcona w Szkołę Politechniczną. W latach 1894–1895 podzielono katedrę na dwie jednostki: miernictwa, oraz astronomii i geodezji wyższej. Miernictwo objął Seweryn Widt (ucząc m.in. operacji mierniczych, planimetrii, parcelacji i komasacji, pomiarów wysokościowych, fotogrametrii i tachymetrii), a drugą katedrę, Czech, Wacław Laska, który prowadził wykłady m.in. z zasad pomiarów, współrzędnych oraz pomiarów podstawowych, a także był twórcą oryginalnej konstrukcji tachimetru, pozwalającej na eliminację części obliczeń przy pracy nad wynikami pomiarów. Niski poziom przygotowania teoretycznego geodetów sprawił, że w 1896 uruchomiono dwuletni kurs dla geometrów kończący się egzaminem państwowym. W tym samym roku, jako osobne przedmioty, zaczęto wykładać „kataster” oraz „księgi publiczne”.
W 1909 profesorem miernictwa został Lucjan Grabowski, który trzy lata później został mianowany na kierownika Katedry Astronomii Sferycznej (przejął ją po Wacławie Lasce) i Geodezji Wyższej, a wykłady z miernictwa przejął doktor Kasper Weigel – dotychczasowy adiunkt, twórca polskiej szkoły rachunku wyrównawczego, wykładowca teorii błędów, wyrównywania wielkich sieci triangulacyjnych. W związku ze śmiercią Seweryna Widta, Weigel został mianowany nadzwyczajnym profesorem miernictwa, a Lucjan Grabowski – zwyczajnym profesorem astronomii i geodezji wyższej.

## 1914–1939
I wojna światowa dwukrotnie przerwała wykłady na lwowskiej uczelni – w latach 1914/1915 oraz 1918/1919. Wraz z odrodzeniem Rzeczypospolitej dokonano zmiany organizacji wydziałów i toku studiów. Oprócz dotychczasowych wydziałów: komunikacyjnego, architektonicznego, mechanicznego oraz chemicznego utworzono wydział ogólny (kształcący nauczycieli), a także po przyłączeniu do Szkoły Politechnicznej – Akademii Rolniczej w Dublanach (założonej w 1855) i Wyższej Szkoły Lasowej we Lwowie (założonej w 1874) – utworzono Wydział Rolniczo-Lasowy.
W związku z potrzebami odrodzonego państwa w dziedzinie geodezji m.in.: wykonania podstawowej jednolitej sieci astronomiczno-geodezyjnej, wykonania niwelacji precyzyjnej kraju, przeprowadzenia regulacji miast i wsi wraz z założeniem katastru gruntów, przeprowadzenia reformy rolnej połączonej z parcelacją, niezbędnym stało się kształcenie wyspecjalizowanej kadry inżynierów miernictwa. W Szkole Politechnicznej przekształcono Kurs Geometrów, istniejący na Wydziale Komunikacyjnym, w trzyletni Oddział Mierniczy, a na Wydziale Rolniczo-Lasowym zorganizowano II Katedrę Miernictwa, której kierownikiem został Władysław Wojtan, który był profesorem w dawnej Wyższej Szkole Lasowej. Władysław Wojtan prowadził m.in. badania teoretyczne oraz doświadczalne nad metodami zakładania szczegółowych sieci geodezyjnych, a także wykonywania pomiarów topograficznych i inżynieryjnych.
W 1920 podjęto decyzję o zmianie nazwy szkoły ze Szkoły Politechnicznej na Politechnikę Lwowską. Na przekształconym z Wydziału Komunikacyjnego w Wydział Inżynierii Lądowej i Wodnej, w okresie międzywojennym istniały katedry:
- Katedra Astronomii i Geodezji Wyższej kierowana przez Lucjana Grabowskiego
- Katedra Miernictwa I kierowana przez Kaspra Weigla, który w 1918 wykonał pierwsze w Polsce pomiary fotogrametryczne metodą stereofotogrametrii naziemnej w Tatrach
- Katedra Miernictwa II kierowana przez Władysława Wojtana, a od 1936 przez Edmunda Wilczkiewicza.

W tym samym roku z miernictwa wyodrębniono wykłady o komasacji i parcelacji gruntów, a z geodezji wyższej wykłady na temat odwzorowań kartograficznych. W 1928 otwarto kurs fotogrametrii, który w 1930 przekształcono w regularne wykłady. Od 1929 studia miernicze wydłużono do czterech lat. W okresie II Rzeczypospolitej, w związku z postępem w dziedzinie teorii i praktyki geodezyjnej, nastąpiło przeniesienie wielu elementów (zagadnień naukowych) z geodezji wyższej do miernictwa (geodezji niższej) – m.in. trygonometryczny pomiar wysokości, tachymetria, wykłady z teorii błędów i rachunku wyrównawczego.

## Po 1939
Po wybuchu II wojny światowej i zajęciu Lwowa przez Armię Czerwoną (22 września 1939) przekształcono politechnikę w Lwowski Instytut Politechniczny, a Wydział Inżynierii w Wydział Budownictwa Drogowo-Wodnego (kierowany przez Romualda Rosłońskiego), na którym działały trzy katedry geodezyjne o zmienionych nazwach:
- geodezji
- instrumentów geodezyjnych i fotogrametrii
- astronomii i geodezji wyższej.

W czerwcu 1941 Lwów został zajęty przez Niemców, co spowodowało aresztowania wśród kadry (rozstrzelany został m.in. Kasper Weigel) i zamknięcie uczelni. W maju 1942 na bazie Instytutu Niemcy utworzyli studia wyższe dla Polaków i Ukraińców – Państwowe Techniczne Kursy Zawodowe, podzielone na pięć wydziałów, w tym inżynierii, który zawierał w sobie Oddział Miernictwa obsługiwany przez jedną Katedrę Geodezji. Katedrą kierował Edmund Wilczkiewicz, a zastępcą był Leopold Grzyb.
Po zajęciu 27 lipca 1944 Lwowa przez bolszewików uczelnia wznowiła pracę ponownie jako Lwowski Instytut Politechniczny, z takim samym układem wydziałów jak w latach 1939–1941.
Polski okres lwowskiej geodezji zakończył się w ciągu roku 1945, kiedy to w styczniu został aresztowany i wywieziony w głąb Rosji Leopold Grzyb, a kadra profesorska przeniosła się do Krakowa. Kontynuatorami lwowskiej szkoły geodezji po 1945 byli pracownicy naukowi oraz absolwenci lwowskiej politechniki pracujący na polskich uczelniach, wśród nich m.in.: 
- Michał Paszkiewicz – Politechnika Śląska
- Zbigniew Skąpski – Politechnika Krakowska
- Józef Kożuchowski – Politechnika Wrocławska
- Roman Hlibowicki – Akademia Rolnicza we Wrocławiu
- Mieczysław Wrona – Politechnika Krakowska
- Walenty Szpunar – Politechnika Warszawska
- Czesław Kamela – Politechnika Warszawska.